# Undibacterium pigrum
Undibacterium pigrum es una bacteria gramnegativa del género Undibacterium. Fue descrita en el año 2007, es la especie tipo, aunque inicialmente se aisló en el 2004. Su etimología hace referencia a inactivo. Es aerobia e inmóvil. Tiene un tamaño de 2 μm de largo. Oxidasa positiva. Forma colonias traslúcidas, de color beige y con márgenes enteros en agar R2A tras 24 horas de incubación. No crece en agar TSA, NA ni MacConkey. Temperatura óptima de crecimiento de 25-30 °C. Tiene un contenido de G+C de 52.3%. Se ha aislado de agua potable en Suecia. 